# Archiepiskopie Austrálie
Archiepiskopie Austrálie je jedna z eparchií Konstantinopolského patriarchátu.

## Historie
Ročník řeckým duchovním, který byl poslán do Austrálie byl archimandrita Dorotheos (Bakaliaros).
V březnu 1924 byla zřízena metropolie Austrálie a Nový Zéland. Zahrnovala území obou států a navíc Jihovýchodní Asie.
Dne 1. září 1959 byla metropolie přeměněna na archiepiskopii.
Dne 8. ledna 1970 byla z archiepiskopie oddělena samostatná metropolie Nový Zéland.
V současné době má 113 farností a 8 monastýrů.

## Seznam metropolitů a arcibiskupů
- 1924–1928 Christoforos (Knitis)
  - 1928–1931 archimandrita Theofylaktos (Papathanasopoulos) dočasný správce
- 1931–1947 Timotheos (Evangelinidis)
- 1947–1958 Theofylaktos (Papathanasopoulos)
  - 1958–1959 Athenagoras (Kavvadas) dočasný správce
- 1959–1968 Iezekiil (Tsoukalas)
  - 1968–1968 Dionysios (Psiachas) dočasný správce
  - 1968–1969 Iakovos (Tzanavaris) dočasný správce
- 1969–1974 Iezekiil (Tsoukalas)
- 1975–2019 Stylianos (Charkianakis)
- od 2019 Makarios (Griniezakis)